# 温斯特鲁塔尔
温斯特鲁塔尔（德語：Unstruttal，發音：[ˈʊnʃtʁʊtˌtaːl] 或 [ˈʊnstʁuːtˌtaːl]，意为“温斯特鲁特河谷”）是德国图林根州温斯特鲁特-海尼希县的市镇，面积100.65平方千米，2023年12月31日人口为6,129人。2023年1月1日，市镇门特罗达外加安罗德的市辖区德尔纳、伦格费尔德和丁瓦尔德的市辖区曹恩勒登并入温斯特鲁塔尔。